# ماری آلان
ماری آلان (فرانسوی: Marie Allan‎؛ زادهٔ ۱۹۷۹) بازیگر اهل فرانسه است.
از فیلم‌ها یا برنامه‌های تلویزیونی که وی در آنها نقش داشته‌است می‌توان به فرشتگان نابودگر اشاره کرد.